# Copa Roca
De Copa Roca is een voetbalcompetitie die tussen 1914 en 1976 op onregelmatige basis werd gehouden tussen de nationale voetbalploegen van Argentinië en Brazilië.

## Geschiedenis
De competitie werd in 1913 in het leven geroepen door de voormalige Argentijnse president Julio Roca, die destijds als ambassadeur van Argentinië in Brazilië diende. Volgens hem zou een grote wedstrijd tussen beide landen voor een gezonde rivaliteit zorgen en de sport helpen te ontwikkelen. Het was de bedoeling dat de wedstrijd elk jaar zou worden gespeeld in telkens een ander land.
Julio Roca doneerde zelf een trofee als prijs voor de Copa Roca aan de Argentijnse Voetbalfederatie. Er werd toegestemd om de Copa Rosa voor in elk geval drie jaar te organiseren, en het land dat twee van de drie toernooien won zou de trofee voorgoed krijgen. In 1914 was de eerste Copa Roca, welke werd gewonnen door Brazilië. In 1915 fuseerde de Argentijnse voetbalfederatie echter met de Argentijnse voetbalbond en werden de overige twee geplande toernooien afgelast. In 1922 stemde de Braziliaanse sportconfederatie toe om weer een Copa Roca te houden. Ook nu won Brazilië, waarna het land de trofee mocht opeisen. Het jaar erop won Argentinië.
In 1938 stemden beide voetbalbonden toe om de competitie weer te houden. Ditmaal werd de opzet van de Copa Roca wel veranderd, zodat de trofee voortaan in het bezit zou komen van de winnaar van de laatste Copa Roca. In januari 1939 won Argentinië met 5-1. De erop volgende wedstrijd werd gekenmerkt door een groot aantal overtredingen, en toen de scheidsrechter Brazilië een strafschop toekende verliet het Argentijnse team uit protest het veld.
Vanaf 1940 won Brazilië elke editie, behalve die van 1971.
In 1976 werd de laatste Copa Roca gehouden. In 2011 herrees het toernooi onder de naam Superclásico de las Américas. De organiserende voetbalbonden AFA en CBF kwamen daarbij overeen dat de nationale teams bij deze gelegenheid uitsluitend worden samengesteld uit spelers die in de Argentijnse of Braziliaanse competitie spelen.

## De wedstrijden
| Jaar    | Winnaar               | Datum      | Stad           | Score                        |
| ------- | --------------------- | ---------- | -------------- | ---------------------------- |
| 1914    | Brazilië              | 27/09/1914 | Buenos Aires   | Argentinië - Brazilië 0-1    |
|         |                       |            |                |                              |
| 1922    | Brazilië              | 22/10/1922 | São Paulo      | Brazilië - Argentinië 2-1    |
|         |                       |            |                |                              |
| 1923    | Argentinië            | 09/12/1923 | Buenos Aires   | Argentinië - Brazilië 2-0    |
|         |                       |            |                |                              |
| 1939/40 | Argentinië            | 15/01/1939 | Rio de Janeiro | Brazilië - Argentinië 1-5    |
| 1939/40 | Argentinië            | 22/01/1939 | Rio de Janeiro | Brazilië - Argentinië 3-2    |
| 1939/40 | Argentinië            | 18/02/1940 | São Paulo      | Brazilië - Argentinië 2-2 nv |
| 1939/40 | Argentinië            | 25/02/1940 | São Paulo      | Brazilië - Argentinië 0-3    |
|         |                       |            |                |                              |
| 1940    | Argentinië            | 05/03/1940 | Buenos Aires   | Argentinië - Brazilië 6-1    |
| 1940    | Argentinië            | 10/03/1940 | Buenos Aires   | Argentinië - Brazilië 2-3    |
| 1940    | Argentinië            | 17/03/1940 | Buenos Aires   | Argentinië - Brazilië 5-1    |
|         |                       |            |                |                              |
| 1945    | Brazilië              | 16/12/1945 | São Paulo      | Brazilië - Argentinië 3-4    |
| 1945    | Brazilië              | 20/12/1945 | Rio de Janeiro | Brazilië - Argentinië 6-2    |
| 1945    | Brazilië              | 23/12/1945 | Rio de Janeiro | Brazilië - Argentinië 3-1    |
|         |                       |            |                |                              |
| 1957    | Brazilië              | 07/07/1957 | Rio de Janeiro | Brazilië - Argentinië 1-2    |
| 1957    | Brazilië              | 10/07/1957 | São Paulo      | Brazilië - Argentinië 2-0 nv |
|         |                       |            |                |                              |
| 1960    | Brazilië              | 26/05/1960 | Buenos Aires   | Argentinië - Brazilië 4-2    |
| 1960    | Brazilië              | 29/05/1960 | Buenos Aires   | Argentinië - Brazilië 1-4 nv |
|         |                       |            |                |                              |
| 1963    | Brazilië              | 13/04/1963 | São Paulo      | Brazilië - Argentinië 2-3    |
| 1963    | Brazilië              | 16/04/1963 | Rio de Janeiro | Brazilië - Argentinië 5-2 nv |
|         |                       |            |                |                              |
| 1971    | Brazilië + Argentinië | 28/07/1971 | Buenos Aires   | Argentinië - Brazilië 1-1    |
| 1971    | Brazilië + Argentinië | 31/07/1971 | Buenos Aires   | Argentinië - Brazilië 2-2 nv |
|         |                       |            |                |                              |
| 1976    | Brazilië              | 27/02/1976 | Buenos Aires   | Argentinië - Brazilië 2-1    |
| 1976    | Brazilië              | 19/05/1976 | Rio de Janeiro | Brazilië - Argentinië 2-0    |

nv = na verlenging